# Ruth E. Carter
Ruth E. Carter (nacida el 10 de abril de 1960) es una diseñadora de vestuario estadounidense. Ha trabajado en más de 60 proyectos para cine y televisión y ha sido nominada cuatro veces al Premio Óscar al Mejor Diseño de Vestuario por su trabajo en Malcolm X (1992), Amistad (1997), Black Panther (2018) y Black Panther: Wakanda Forever (2022); por su trabajo en estas dos últimas, Carter ganó los premios y así se convirtió en la primera mujer afroamericana en ganar un premio Óscar en esa categoría y en ganar más de uno en cualquier categoría.

## Biografía y carrera
Ruth Carter es originaria de Springfield, Massachussets, Estados Unidos, y tiene dos hermanos, Robert y Roy. Aprendió a coser en una vieja máquina de coser de su mamá, pero menciona que su amor por las artes nació de los momentos en los que dibujaba junto con sus hermanos Obtuvo la licenciatura en Artes Dramáticas en 1982 en el Instituto Hampton, ahora llamado Universidad de Hampton, en Virginia. Carter inicialmente quería ser actriz, pero su trabajo en el departamento de vestuario de la universidad la llevó a descubrir el mundo del diseño de vestuario.
Carter comenzó su carrera como practicante en una tienda de vestuarios en Springfield y luego en la Ópera de Santa Fe. Posteriormente se mudó a Los Ángeles en 1986 Mientras trabajaba en el Centro de Teatro de Los Ángeles, Carter conoció al director Spike Lee, quien la contrató para trabajar en su película School Daze (1988), y con quien ha continuado trabajando consistentemente desde entonces incluyendo en las películas Do the Right Thing (1989), Mo' Better Blues (1990), Jungle Fever (1991), Malcolm X (1992), y más recientemente, Oldboy (2013), Da Sweet Blood of Jesus (2014), y Chi-Raq (2015). Por su trabajo en Malcolm X, Carter recibió su primera nominación al Premio Óscar por Mejor Diseño de Vestuario.
Carter también es conocida por su trabajo en las películas What's Love Got to Do with It (1993), Amistad (1997) de Steven Spielberg (por la cual recibió su segunda nominación al Premio Óscar por Mejor Diseño de Vestuario), Serenity (2005), Four Brothers (2005), Sparkle (2012), The Butler (2013) dirigida por Lee Daniels, y Selma (2014) de Ava DuVernay
Trabajó en la película afrofuturista Black Panther (2018), del Universo Cinematográfico de Marvel , dirigida por Ryan Coogler. Sus vestuarios fueron inspirados por muchos atuendos africanos tribales, como uno de los sombreros que el personaje de Ramonda utiliza que está inspirado en los sombreros tradicionalmente utilizados por las mujeres casadas de pueblo zulú. Viajó al sur de África para tomar referencias estéticas de los pueblos Ndebele y Basotho y recibió permiso para incorporar diseños tradicionales de Lesotho en los vestuarios. Para darle un estilo moderno, Carter construyó algunos accesorios en impresoras 3DPor su trabajo en esta película, Carter ganó el Premio Óscar al Mejor Diseño de Vestuario en 2008, lo que la convirtió en la primera mujer afroamericana en ganar el premio en esa categoría
Carter apareció en 2019 en uno de los episodios de la serie de Netflix, Abstract: The Art of Design.
En 2021, Carter recibió una estrella en el Paseo de la Fama de Hollywood.
En 2023, Carter ganó nuevamente el Premio Óscar al Mejor Diseño de Vestuario, esta vez por Black Panther: Wakanda Forever, lo que la convirtió en la primera mujer afroamericana en ganar dos Premios Óscar en cualquier categoría.

## Filmografía
| Year | Title                          | Director                    | Ref.   |
| ---- | ------------------------------ | --------------------------- | ------ |
| 1988 | School Daze                    | Spike Lee                   | [ 19 ] |
| 1988 | I'm Gonna Git You Sucka        | Keenen Ivory Wayans         |        |
| 1989 | Do the Right Thing             | Spike Lee                   | [ 19 ] |
| 1990 | Mo' Better Blues               | Spike Lee                   | [ 20 ] |
| 1991 | House Party 2                  | Doug McHenry George Jackson |        |
| 1991 | Jungle Fever                   | Spike Lee                   |        |
| 1991 | The Five Heartbeats            | Robert Townsend             |        |
| 1992 | Malcolm X                      | Spike Lee                   | [ 21 ] |
| 1993 | What's Love Got to Do with It  | Brian Gibson                | [ 22 ] |
| 1994 | Cobb                           | Ron Shelton                 | [ 22 ] |
| 1994 | Crooklyn                       | Spike Lee                   |        |
| 1994 | Surviving the Game             | Ernest R. Dickerson         |        |
| 1995 | Money Train                    | Joseph Ruben                |        |
| 1995 | Clockers                       | Spike Lee                   |        |
| 1996 | The Great White Hype           | Reginald Hudlin             |        |
| 1997 | B*A*P*S                        | Robert Townsend             | [ 19 ] |
| 1997 | Rosewood                       | John Singleton              |        |
| 1997 | Amistad                        | Steven Spielberg            | [ 21 ] |
| 1999 | Summer of Sam                  | Spike Lee                   |        |
| 2000 | Price of Glory                 | Carlos Ávila                |        |
| 2000 | Love & Basketball              | Gina Prince-Bythewood       |        |
| 2000 | Shaft                          | John Singleton              |        |
| 2000 | Bamboozled                     | Spike Lee                   |        |
| 2001 | Baby Boy                       | John Singleton              |        |
| 2001 | Dr. Dolittle 2                 | Steve Carr                  |        |
| 2002 | I Spy                          | Betty Thomas                |        |
| 2003 | Daddy Day Care                 | Steve Carr                  |        |
| 2004 | Against the Ropes              | Charles S. Dutton           |        |
| 2005 | Serenity                       | Joss Whedon                 | [ 23 ] |
| 2005 | Four Brothers                  | John Singleton              |        |
| 2009 | Spread                         | David Mackenzie             |        |
| 2012 | Sparkle                        | Salim Akil                  | [ 20 ] |
| 2013 | Teen Beach Movie               | Jeffrey Hornaday            |        |
| 2013 | Oldboy                         | Spike Lee                   |        |
| 2013 | The Butler                     | Lee Daniels                 | [ 21 ] |
| 2014 | The Best of Me                 | Michael Hoffman             |        |
| 2014 | Selma                          | Ava DuVernay                | [ 21 ] |
| 2014 | Da Sweet Blood of Jesus        | Spike Lee                   |        |
| 2015 | Chi-Raq                        | Spike Lee                   |        |
| 2016 | Keeping Up with the Joneses    | Greg Mottola                |        |
| 2017 | Kidnap                         | Luis Prieto                 |        |
| 2017 | Marshall                       | Reginald Hudlin             |        |
| 2018 | Black Panther                  | Ryan Coogler                | [ 23 ] |
| 2019 | Above Suspicion                | Phillip Noyce               |        |
| 2019 | Dolemite Is My Name            | Craig Brewer                | [ 24 ] |
| 2021 | Coming 2 America               | Craig Brewer                |        |
| 2022 | Black Panther: Wakanda Forever | Ryan Coogler                | [ 25 ] |
| 2024 | Blade                          | Yann Demange                |        |

## Televisión
- Roots (2016)[24]

## Premios y nominaciones
Premios Óscar
| Año  | Categoría                 | Película      | Resultado |
| ---- | ------------------------- | ------------- | --------- |
| 1993 | Mejor diseño de vestuario | Malcolm X     | Nominada  |
| 1998 | Mejor diseño de vestuario | Amistad       | Nominada  |
| 2019 | Mejor diseño de vestuario | Black Panther | Ganadora  |

| Año  | Premio                                      | Categoría                        | Título                         | Resultado | Ref.   |
| ---- | ------------------------------------------- | -------------------------------- | ------------------------------ | --------- | ------ |
| 2022 | Black Panther: Wakanda Forever              | Ganó                             | [ 29 ]                         |           |        |
| 2015 | Premio del Sindicato de Diseño de Vestuario | Excelencia en Cine de Época      | Selma                          | Nominada  | [ 30 ] |
| 2018 | Premio del Sindicato de Diseño de Vestuario | Excelencia en Cine de Fantasía   | Black Panther                  | Ganó      | [ 31 ] |
| 2019 | Premio del Sindicato de Diseño de Vestuario | Excellencia en Cine de Época     | Dolemite Is My Name            | Nominada  | [ 32 ] |
| 2021 | Premio del Sindicato de Diseño de Vestuario | Excelencia en Cine Contemporáneo | Coming 2 America               | Ganó      | [ 33 ] |
| 2016 | Premios Emmy                                | Mejor Vestuario en una Miniserie | Roots                          | Nominada  | [ 34 ] |
| 2018 | Premios de la Crítica Cinematográfica       | Mejor Diseño de Vestuario        | Black Panther                  | Ganó      | [ 35 ] |
| 2019 | Premios de la Crítica Cinematográfica       | Mejor Diseño de Vestuario        | Dolemite is My Name            | Ganó      | [ 36 ] |
| 2022 | Premios de la Crítica Cinematográfica       | Mejor Diseño de Vestuario        | Black Panther: Wakanda Forever | Ganó      | [ 37 ] |

Otros:
- 2019: Premio a la Trayectoria Profesional del Sindicato de Diseño de Vestuario[38]